# Georg Conrad von der Goltz
Georg Conrad Heinrich Albert Eduard Cuno baron von der Goltz (né le 1er septembre 1852 à Berlin et mort le 3 avril 1930 dans la même ville) est un général d'infanterie, écrivain militaire et compositeur allemand.

## Biographie
Georg est issu de l'ancienne famille noble brandebourgeoise von der Goltz. Il est le second des cinq enfants et fils aîné de l'officier prussien Kuno von der Goltz (1817-1897) et de son épouse Hélène (1826-1906), fille du lieutenant-général Ernst Maximilian von Troschke. Ses parrains sont le lieutenant-général et ministre prussien de la Guerre Eduard von Bonin. Son père est brièvement député du Reichstag d'Allemagne du Nord pour les conservateurs ; Il prend sa retraite comme général d'infanterie en 1880.

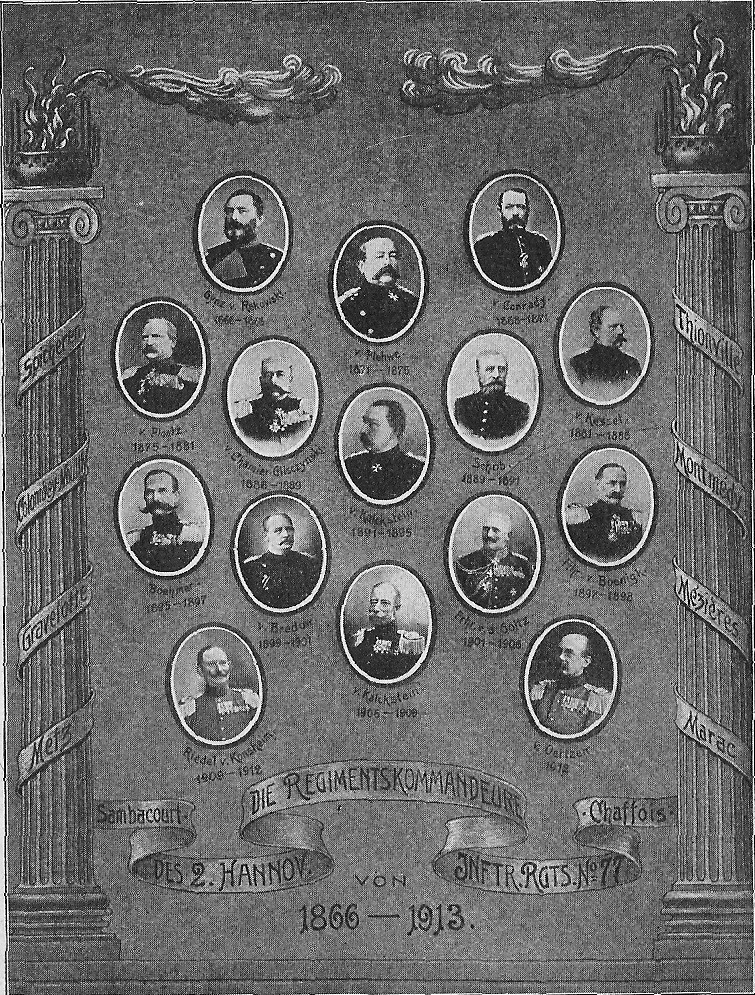
Commandants, d'infanterie, 1866-1913

Il est d'abord diplômé du corps des cadets royaux prussiens et rejoint le 2 août 1870 le 1er régiment à pied de la Garde en tant qu'enseigne de porte-enseigne ou d'enseigne d'épée. Le 8 janvier 1871, il est promu sous-lieutenant. Il participe à la guerre franco-prussienne en 1870/71 et reçoit la 2e classe de la Croix de fer. De 1876 à 1879, il est affecté à l'Académie de guerre prussienne. En 1878, il devient Premier-Lieutenant. En 1881, il est transféré au 15e régiment d'infanterie (de), où il est promu capitaine et commandant de compagnie en 1886. En 1890, il est nommé adjudant du 7e division d'infanterie. Un peu plus tard, il rejoint la 25e division d'infanterie. En 1893, il est transféré au 13e régiment d'infanterie - tout en conservant son poste d'adjudant - et promu major. En 1894, il est libéré et devient commandant de bataillon dans le 89e régiment de grenadiers (de) . Il sert ensuite comme lieutenant-colonel au sein de l'état-major du 31e régiment d'infanterie .
De 1901 à 1906, il commande le 77e régiment d'infanterie (de). Pendant cette période, il est promu colonel. Il devient ensuite commandant de la 9e brigade d'infanterie et devient général de division. À partir de 1909, il est lieutenant général et commandant de la 30e division d'infanterie. En 1913, il reçoit le caractère de général d'infanterie. Il participe à la Première Guerre mondiale en tant que commandant de la 1re division de Landwehr à la bataille de Tannenberg. Il est également déployé dans les régions de Lyck et Osowiec. Von der Goltz reçoit finalement la 1re clase de la Croix de fer.
Il publie des magazines militaires et travaille pour le Militär-Zeitung et l'Internationalen Revue. Il dirige parfois le département régional d'Alsace-Lorraine de l'Association de la noblesse allemande.
Von der Goltz, protestant, se marie à partir de 1881 avec la propriétaire terrienne divorcée Agnes Susanna von Bannasch, née von Hirsch (née en 1852). En 1893, il se marie avec Sÿbille von Oppel (née en 1873), fille d'un propriétaire d'un domaine de chevaux et de sa femme, née baronne von der Brincken. Il vit en dernier lieu à Berlin-Steglitz.

## Œuvres
Il ne se fait pas seulement connaître par ses publications, mais aussi en tant que compositeur. Il écrit ainsi l'opéra en un acte Myrrah (d'après le poème dramatique Das Opfer de Wilhelm Walloth (de)). La première a lieu le 25 août 1903 au Théâtre de la ville d'Halle (de). Son drame musical Wittichis (texte basé sur Ein Kampf um Rom (de) de Felix Dahn) est créé au Théâtre de la Cour de Schwerin (de) en 1910. La ballade Die Jüdin von Worms est écrite en 1913 (texte : Wilhelm Brandes). Il compose également la Fackeltanz zur Hochzeit S. K. H. des Prinzen Wilhelm von Preussen, plusieurs valses (Am Schweriner See, Abendstimmung am Schweriner See et Trinkspruch auf Mecklenburg) et la marche des grenadiers Oll Drö

## Honneurs
- 1870 : Croix de fer de 2 classe[5]
- 1889 : Chevalier honoraire de l'Ordre de Saint-Jean[11]
- Croix de fer de 1re classe

## Publications (sélection)
- „Für meinen König!“ Ein dramatisches Gedicht. Ernst Siegfried Mittler und Sohn, Berlin, 1884.
- Die Ausbildung der Infanterie für den Angriff. Vorschläge und Erfahrungen. Ernst Siegfried Mittler und Sohn, Berlin, 1904.